# Phares de Sullivan's Island
Les phares de Sullivan's Island (en anglais : Sullivan's Island Range Lights) étaient des
feux d'alignement situés sur Sullivan's Island, dans le Comté de Charleston en Caroline du Sud.

## Historique
Sullivan's Island est une île barrière située à l'entrée nord du port de Charleston. L'île entière est maintenant l'île de la ville de Sullivan. C'est l'emplacement du Fort Moultrie et de l'actuel phare de Charleston. 
Les phares ont été créés en 1848 et ont été détruits en 1861 pendant la guerre de Sécession. Ils ont été reconstruits après la guerre et ont fonctionné au moins jusqu'en 1901. Ils n'existent plus aujourd'hui.

### Lien connexe
- Liste des phares en Caroline du Sud